# Naturschutzgebiet Flotsberg

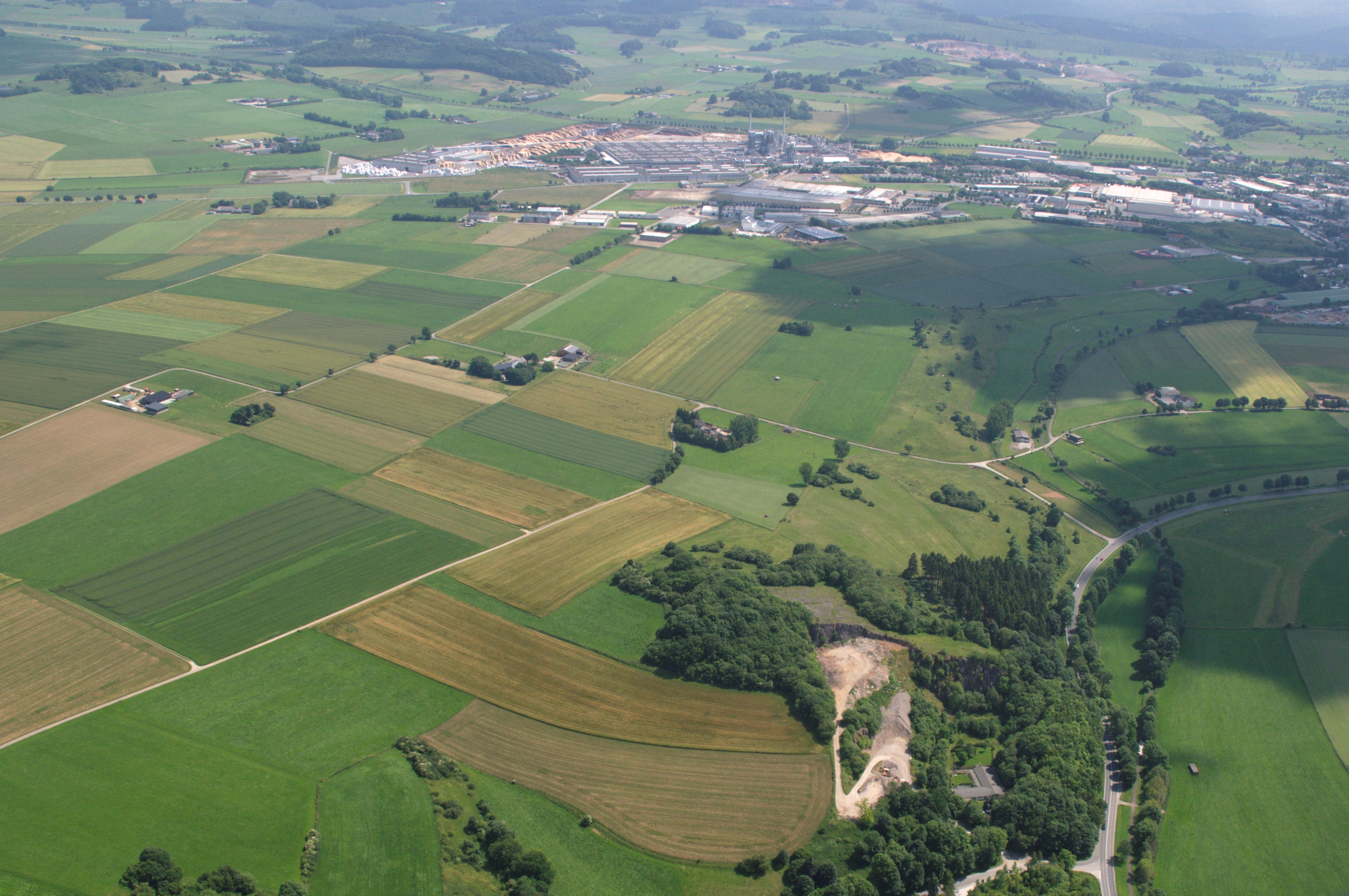
Naturschutzgebiet Flotsberg oberhalb der Deponie

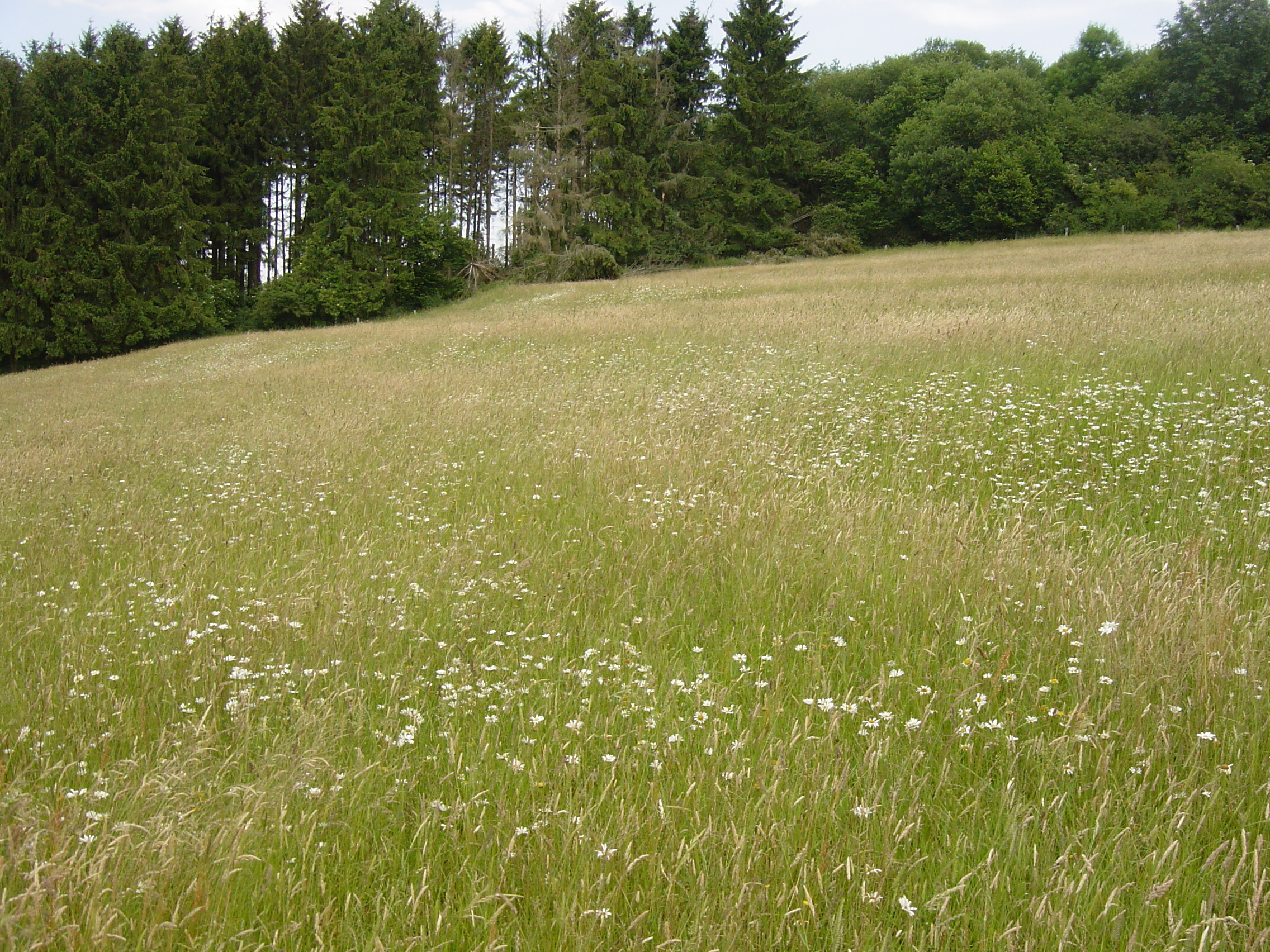
Zentraler Bereich des NSG mit viel Magerwiesen-Margerite

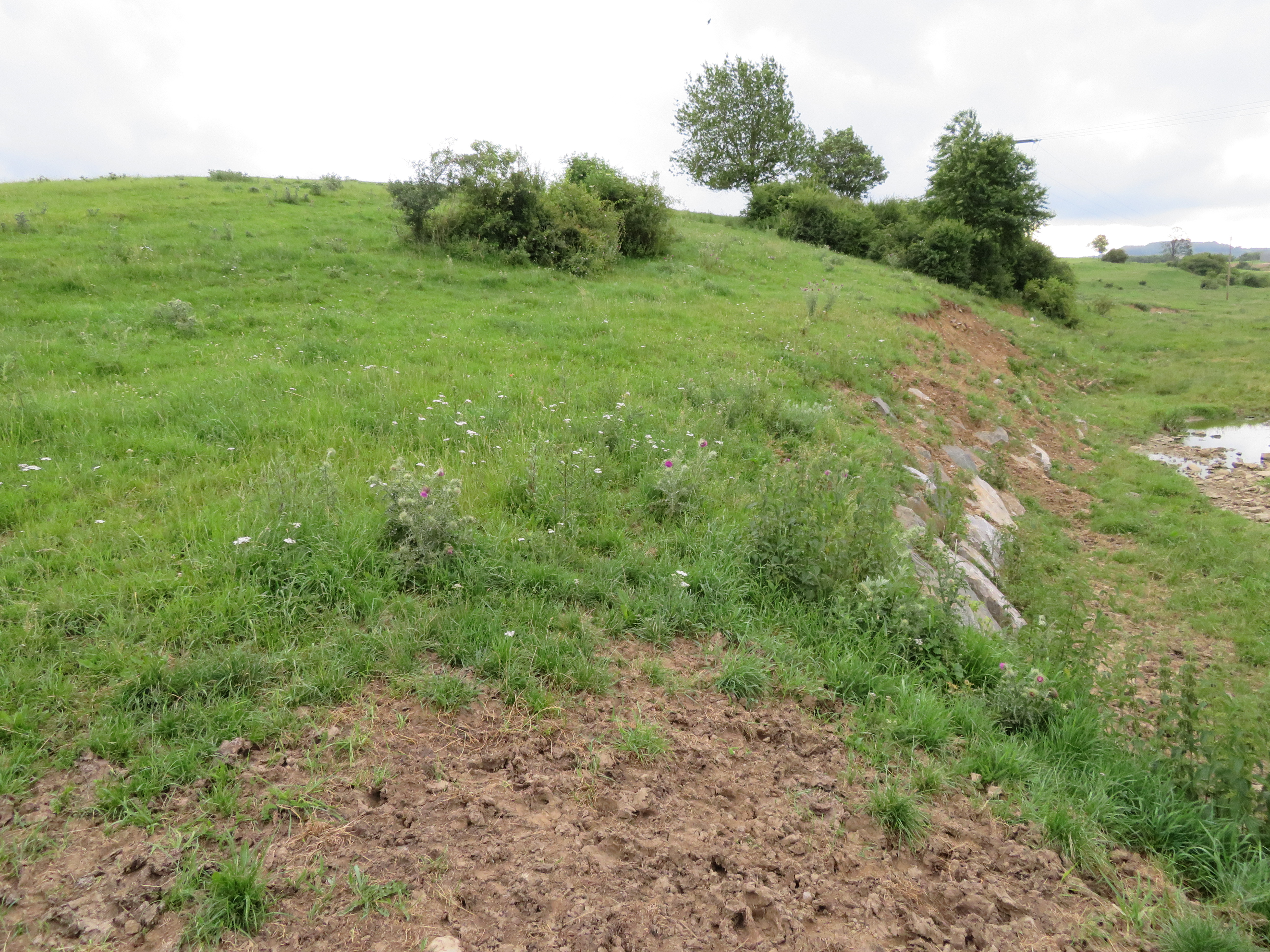
Naturschutzgebiet Flotsberg südlicher Bereich

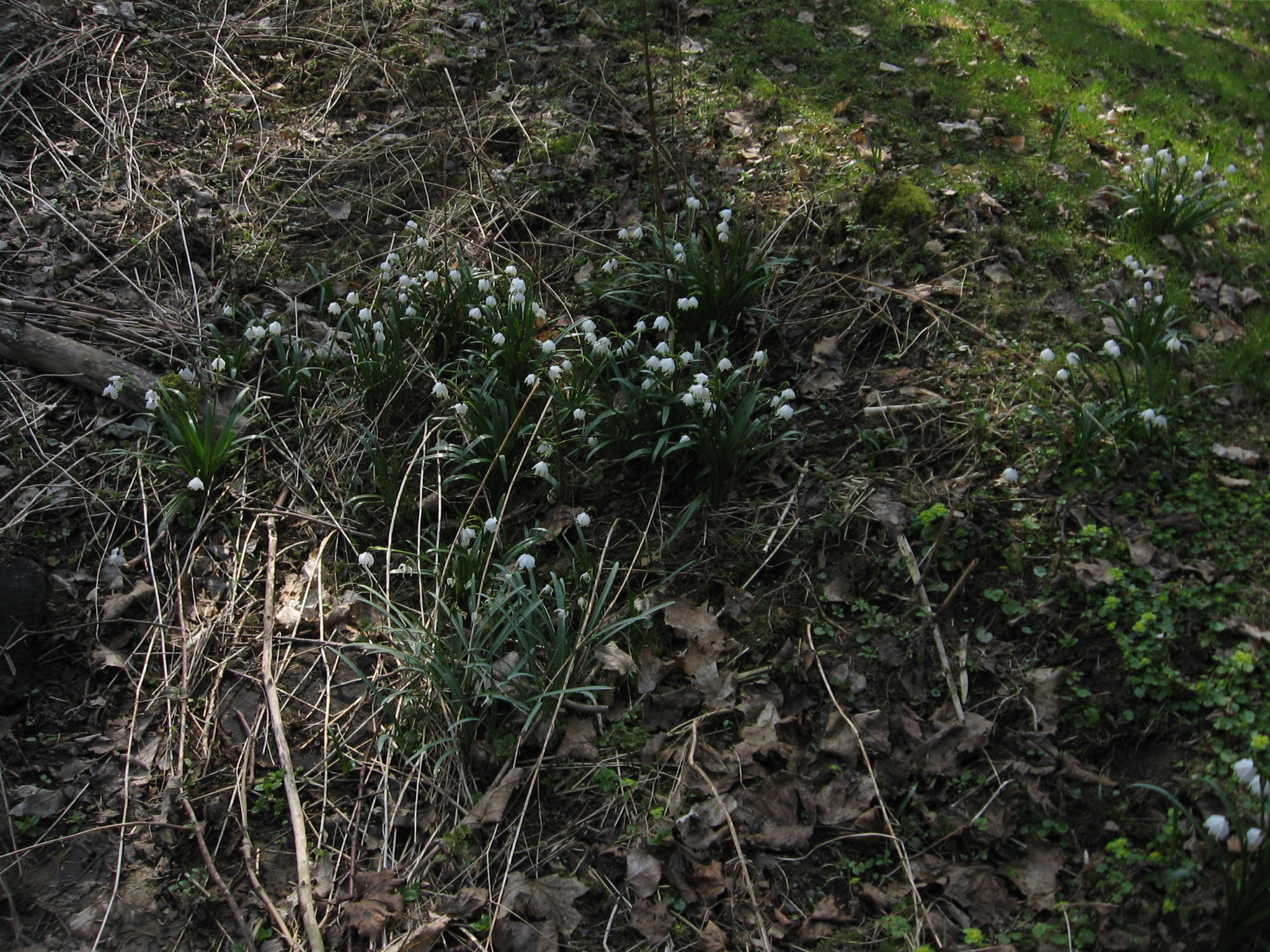
Märzenbecher im NSG

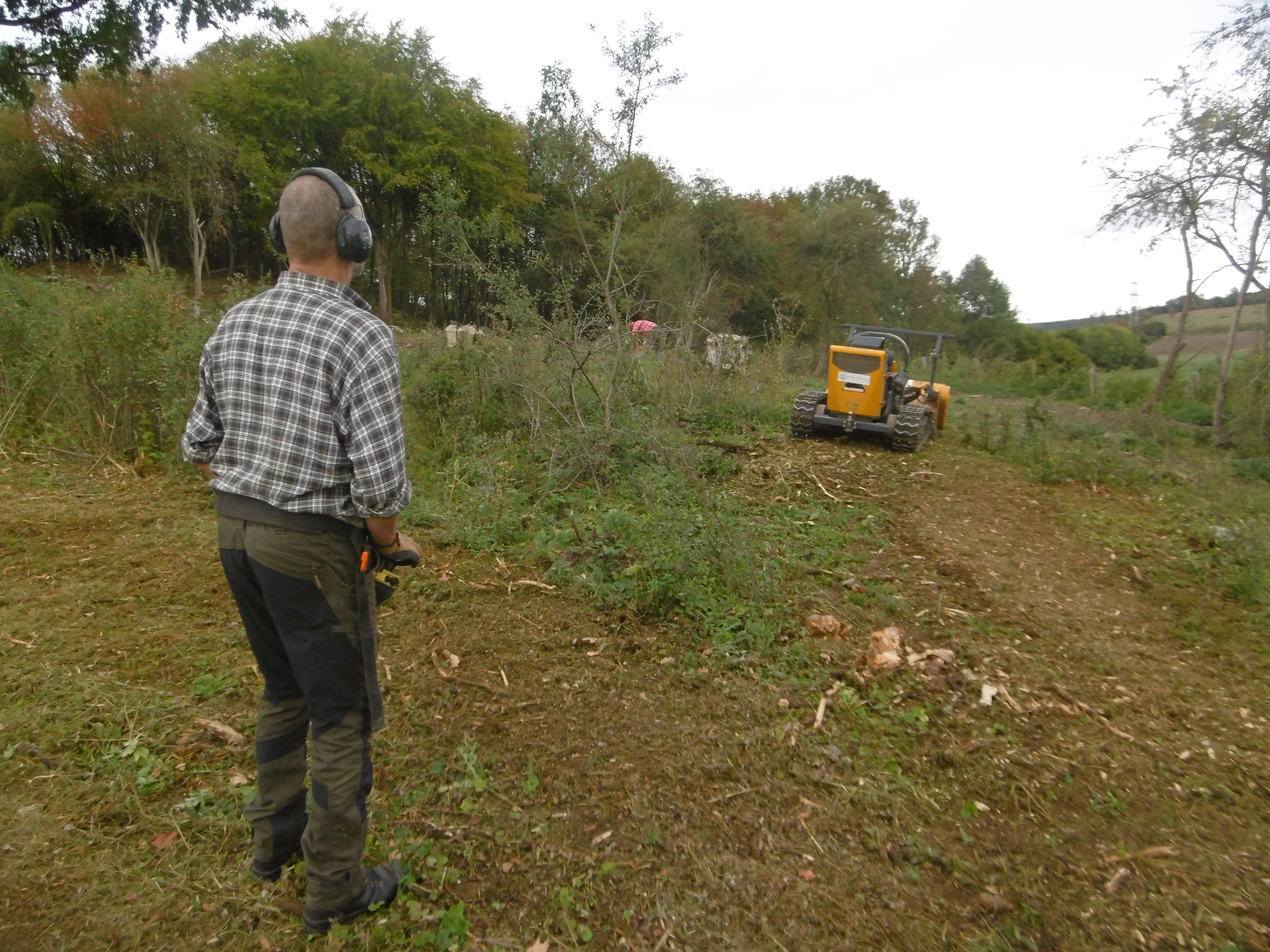
Mulcharbeiten im NSG

Das Naturschutzgebiet Flotsberg mit einer Größe von 17,63 ha liegt südlich von Wülfte im Stadtgebiet von Brilon. Das Gebiet wurde 2008 mit dem Landschaftsplan Briloner Hochfläche durch den Hochsauerlandkreis als Naturschutzgebiet (NSG) ausgewiesen. Es ist eines von 31 Naturschutzgebieten in Brilon, welche zur Gruppe der Kalkkuppen mit speziellen Verboten gehören. Große Teile des NSG gehören zum FFH-Gebietes Kalkkuppen bei Brilon (DE 4617-303). 

## Gebietsbeschreibung
Beim NSG handelt es sich um die Bergkuppe Flotsberg und Teile der Umgebung. An beiden Kuppen treten Felsen offen zu Tage. Neben einem Waldbereich befinden sich Grünlandbereiche im NSG. Zum Grünland gehören auch Magerrasen.
Im Westen grenzt das NSG an die Bundesstraße 480. Im Norden grenzt in einem ehemaligen Steinbruch eine Deponie für Bauschutt und Boden und Tierheim an. Im Osten liegt das Landschaftsschutzgebiet Magergrünlandkomplex südlich Wülfte. Im Süden bzw. Südosten liegt das Landschaftsschutzgebiet Offenlandkomplex um Wülfte / Briloner Hochfläche.
Es wurden durch das Landesamt für Natur, Umwelt und Verbraucherschutz Nordrhein-Westfalen Pflanzenarten wie Acker-Witwenblume, Blutwurz, Braunstieliger Streifenfarn, Breitblättriger Thymian, Dornige Hauhechel, Echtes Johanniskraut, Echtes Labkraut, Echtes Tausendgüldenkraut, Fetthenne, Flaumiger Wiesenhafer, Frühlings-Fingerkraut, Gelbes Sonnenröschen, Gemeiner Dost, Gewöhnliches Ferkelkraut, Gewöhnliches Hirtentäschel, Kleine Bibernelle, Kleiner Odermennig, Kleiner Wiesenknopf, Kleines Habichtskraut, Kletten-Labkraut, Knolliger Hahnenfuß, Magerwiesen-Margerite, Märzenbecher, Purgier-Lein, Quendel-Sandkraut, Rundblättrige Glockenblume, Schaf-Schwingel, Skabiosen-Flockenblume, Spitzwegerich, Steifer Augentrost, Steinquendel, Tauben-Skabiose, Weißes Labkraut, Wiesen-Schlüsselblume, Wilde Möhre, Zaun-Wicke und Zwiebel-Zahnwurz nachgewiesen.

## Schutzzweck
Im NSG sollen die Grünlandbereiche geschützt werden. Wie bei allen Naturschutzgebieten in Deutschland wurde in der Schutzausweisung darauf hingewiesen, dass das Gebiet „wegen der Seltenheit, besonderen Eigenart und Schönheit des Gebietes“ zum Naturschutzgebiet wurde. Der Landschaftsplan führt zum Schutzzweck auf: „Erhaltung und Optimierung einer für den Arten- und Biotopschutz wertvollen und für das Briloner Kalkplateau typischen Kalkkuppe mit strukturreichen Halbtrocken- und Magerrasen; Sicherung einer wichtigen Kernfläche im regionalen Verbund ähnlicher Biotopstrukturen und Grünlandgesellschaften; Schutz von Teilbereichen wegen ihrer landeskundlichen bzw. ornithologischen Bedeutung; Sicherung der Kohärenz und Umsetzung des europäischen Schutzgebietssystems ‚Natura 2000‘.“

## Verbote
Zu den normalen Verboten in Naturschutzgebieten kommen beim NSG Flotsberg wie bei den anderen 30 Kalkkuppen zusätzliche Verbote hinzu. Es ist verboten, die Briloner Kalkkuppen zu düngen, zu walzen und zu schleppen. Es dürfen nicht mehr als zwei Großvieheinheiten pro Hektar gleichzeitig weiden. Ferner darf erst ab dem 1. Juli eines Jahres gemäht werden.